# Clinohelea
Clinohelea is een geslacht van stekende muggen uit de familie van de knutten (Ceratopogonidae).

## Soorten
- C. bimaculatus (Loew, 1861)
- C. curriei (Coquillett, 1905)
- C. dimidiatus (Adams, 1903)
- C. longitheca Grogan and Wirth, 1975
- C. nubiferus (Coquillett, 1905)
- C. pseudonubifera Grogan and Wirth, 1975
- C. unimaculata (Macquart, 1826)
- C. usingeri Wirth, 1952